# Live Stock
Live Stock è un album dal vivo del chitarrista statunitense Roy Buchanan, edito nel 1975 dalla Polydor.
Il concerto pubblicato si è svolto a New York il 27 novembre del 1974 presso la Town Hall.

## Tracce
Lato A
1. Reelin' and Rockin' – 2:11 (Roy Milton)
2. Hot Cha – 4:00 (Willie Woods)
3. Further on Up the Road – 4:39 (Bob Mack)
4. Roy's Bluz – 8:53 (Roy Buchanan)

Durata totale: 19:43
Lato B
1. Can I Change My Mind – 6:17 (Barry Despenza, Carl Wolfolk)
2. I'm a Ram – 4:14 (Mabon Hodges, Albert Greene)
3. I'm Evil – 6:01 (Roy Buchanan)

Durata totale: 16:32

## Formazione
- Roy Buchanan - chitarre
- Roy Buchanan - voce solista (brani: Roy's Bluz e I'm Evil)
- Billy Price - voce solista
- Malcolm Lukens - tastiere
- John Harrison - basso
- Byrd Foster - batteria

Note aggiuntive
- Jay Reich, Jr. - produttore
- Registrato dal vivo il 27 novembre 1974 al Town Hall di New York City, New York
- Shelly Yakus - ingegnere del suono
- Dave Thoener - assistente ingegnere del suono
- John Venable - assistente ingegnere del suono
- Dave Hewitt - assistente ingegnere del suono